# いただきハイジャンプ
『いただきハイジャンプ』および『いたジャン！』は、フジテレビおよび一部フジテレビ系列局で2015年7月9日から断続的に放送されているバラエティ番組である。Hey! Say! JUMPの二つ目の冠番組でもある。

## 概要
初回は、2014年12月30日（火曜）1:00 - 2:00（JST、以下略。29日深夜）に初めて単発バラエティ番組として放送された。この特番は「Hey! Say! JUMPのメンバーがドッキリ企画に挑戦する」という内容で放送され、放送翌日からのレギュラー化を望む視聴者の声に後押しされて、レギュラー化が決定。そのスタートに先だって2015年6月11日（木曜日）1:35 - 2:35（10日深夜）に、レギュラー前のパイロット版というべき単発番組の第2弾が放送。同年7月9日未明（8日深夜）より、レギュラー放送が開始された。
特番第2弾及びレギュラー放送では「Hey! Say! JUMPのメンバーが、世の中の一大事を解決するため、さまざまなロケ収録に挑戦していく」という内容だった。メンバーはロケ場所に到着するまで、どんな収録が行われるのか一切知らされず、NGも無し。一大事解決のめどがつくまでロケは何時間になろうと終わらない。スタジオではHey! Say! JUMPのメンバーがスタジオに一堂に会して、ロケのVTRを見ながら、自由にトークを繰り広げるという構成になっていた。
2015年12月30日（水曜）12:55 - 13:55には、『いただきSUPERハイジャンプ』と題して、レギュラー放送では初の1時間の拡大版を当番組初の全国放送が行われた。
2016年7月23日・24日放送の『FNS27時間テレビフェスティバル!』では、MCリレーメンバーにHey! Say! JUMPが選ばれた。番組内では24日の4:00ごろから「いただきハイジャンプ×キスマイBUSAIKU!? 超合体フェス」と題して、当番組と同局でレギュラー放送されているKis-My-Ft2がメイン司会の『キスマイBUSAIKU!?』のコラボコーナーが放送された。
2016年12月29日（木曜）18:00 - 19:00には、『いただきハイジャンプ 年末人助け大放出SP』と題して1年ぶりとなるレギュラー放送では2回目の1時間の拡大版及び全国放送が行われた。
2017年10月より、水曜深夜から土曜昼へ移動して、毎週土曜日 14:00 - 14:30放送となった。
2018年1月1日（月曜日）23:30 - 翌0:30には、『いただきハイジャンプ 新春1時間スペシャル』と題して1年ぶりとなるレギュラー放送では3回目の1時間の拡大版および全国放送が行われた。
2021年にはHey!Say!JUMPデビュー15年目を記念した85分スペシャルや、およそ3年ぶりとなる全国ネットでの放送がされた。
2018年4月よりフジテレビ（関東地区）での放送日時が毎週土曜日 10:25 - 10:53に変更。
2020年4月よりフジテレビ（関東地区）での放送日時が毎週土曜日 10:25 - 11:05となり、放送時間が12分拡大された。2020年4月以降は新型コロナウイルスの影響でロケが困難になったため、「JUMPが試される！」がテーマのスタジオ企画がメインになった。ロケ企画も不定期で実施していたが、スタジオでの鑑賞は行わないオールロケ形式だった。
2022年4月16日放送分より、TVerでの見逃し配信がされている。
2024年3月30日の放送をもって一旦終了したが、6月5日よりかつて通称とされていた『いたジャン！』に改題・時間帯移動の上放送再開された。
2025年7月よりフジテレビ（関東地区）での放送日時が毎週木曜日0:15 - 0:45に変更。

## 出演者

### 現在の出演者
MC（進行役）は「いただきハイジャンプ」時代は回ごとに異なっていたが、「いたジャン！」以降は有岡に固定されている。
- Hey! Say! JUMP
  - 山田涼介
  - 知念侑李
  - 中島裕翔
  - 髙木雄也
  - 伊野尾慧
  - 八乙女光
  - 薮宏太
  - 有岡大貴
- 蓮見翔（ダウ90000） -アシスタント。「いたジャン！」より参加。

### 過去の出演者
- Hey! Say! JUMP
  - 岡本圭人（〜2018年7月） - 留学により出演休止→グループ脱退のため降板

## 主な企画

### いただきハイジャンプ時代
子供に夢と信じさせて苦手を克服せよ！
パイロット版第2弾からの企画。苦手なものがある昼寝中の子供の部屋に苦手なものの妖精に扮したメンバーが入り込み、起きたあと、説得をして深層心理に語りかけることにより、苦手なものを克服させることを目指す一大事。
黒子に徹して子供の苦手を克服せよ！
「自転車に乗れない」「縄跳びが飛べない」などの子供にお守りを持たせるのだが、そのお守り（の中のスピーカー）からメンバーの声がする。それを駆使して子供の前に姿を現すことなく苦手なことを克服させる一大事。
これらのいわゆる「子供ロケ」の派生として2016年12月、山田涼介の苦手克服企画も行われた。山田は当時一度も子供ロケに行っておらず、「子供ロケに行きたい」「俺だけだよね行ってないの」と度々発言していた。しかし山田は高所恐怖症・閉所恐怖症・先端恐怖症、さらにはカナヅチということで視聴者から「自分の苦手を克服していないのに子供の苦手克服など無理だと思います」との意見が。そこで、納豆・カエル・お化け屋敷の克服に挑戦。他メンバーの助けもあった結果、お化け屋敷の苦手克服に成功。年末スペシャルで山田は念願の子供ロケに行くことができた。
スタジオ一大事
レギュラー初期の企画。視聴者から数多くの一大事解決の依頼を受けてるにもかかわらず解決できているのはごく少数。まさに番組が一大事ということで、小規模な一大事をスタジオで解決する。2018年〜2019年まではショートコーナーとして行われていた。
反則対決
スポーツなどのプロにも反則をすれば素人のJUMPメンバーでも勝てるのではないか？を検証すべくJUMPメンバーに有利な条件でその道のプロと対決する一大事。
ハイカロパシリーズ
ハイカロパとは「1円あたりのカロリーが高い」料理を指す番組独自の単位。それを調査する大食い企画。
コレダレ・ドンピシャーナ
3人1組で行われるゲーム企画。ジャニーズ事務所のアイドルの顔と名前が書かれた写真を3人のうち2人が見る。残った1人は2人に「はい」か「いいえ」で質問して人物を絞りより少ない質問数で正解すれば勝利。このトーナメントに優勝すれば番組MCを任命される。
かわいい子にはJUMPと旅をさせろ!
「子供企画」シリーズ。あることを達成したい子供とメンバー1人がそれを練習して最終的に親に成果を見せるという企画。練習に付き添うメンバー以外にも1〜2人がサポートのため立ち回る。
おいくらツアーズ
週末カートJUMP
いただき名店探し隊
密着！ウハウハさん！
どハマり先生の暑苦しい授業
日本ノスタル遺産
漢字検定チャレンジ
2020年に数回実施。「メンバーのうち1人でも正解すればOK」という特別ルールのもと漢字検定に挑む。最終的な記録は「準一級」。
滑舌カタカナツアー
噛みやすいカタカナ言葉を噛まずに言い切れば料理を食べられる。
大人力検定
大人に求められるマナーや対応力をコント形式でチェック。
あたりまえ語検定
普段よく聞く言葉をその言葉を使わずに説明する。「左」「押す」など、いざ説明するとなると難しいお題が並ぶ。
相手を欺け！JUMPダウトショー
メンバーがチームに分かれて一方のチームがリアクション芸を行うがそのうち1人はウソのリアクションをしている。相手チームはそれが誰か「見破れば正解というもの。
体当たりチョイス
タライの上に乗ったり、タライを頭の上で寸止めするなどといった方法でクイズに挑む。
感字力検定
薮ダウトショー
Hay!Say!英語力JUMP
上下関係ホームルーム
八乙女の時間
ワンチャンレストラン
体当たりホスピタリティ
コトパ
プレゼンプレゼント
ゲストをテーマにしたバトル gスポーツ
2021年〜22年ごろのメイン企画。ゲストのやりたいことややってほしいことをテーマにメンバーが真剣勝負をする。
クイズ 韻トロドン
ラップ曲の歌詞を前後の歌詞をヒントに当てる。企画の前後に挟まるショートコーナーとして行われていた。
スーパー銭トーク
スーパー銭湯のサウナを舞台に普段話せないことをトークする。
突然ジャニーズ！ガチャ駅弁
ガチャガチャで決まった駅にメンバー1人が出向き、その町の人にさまざまなグルメ情報を聞きながら独自の駅弁を作っていく。
国内最大級のクイズフェス 何フェス
スタジオに大規模なセットを組んで実際のフェスのような雰囲気で行われる。白組と黒組に分かれてさまざまなクイズで得点を稼ぐ。
少数決ツアー
メンバー3人でさまざまな施設にロケに行くが、ロケ先では2つの娯楽が用意されており、体験できるのは少数派を選んだ1人だけ。なお、全員同じものを選んだ場合は誰も体験できない。
平成シャンプー
放送日と同じ日から数年遡り、その日のニュースを振り返ってトークする。番組後半ではニュースについてメンバーがロケに行って現状を調査する。
人気観光地でバッチリキメろ！いい旅キメ気分
JUMPメンバーが人気観光地で写真や扮装などで好評をかっさらう、つまり「キメる」ことを目的としつつロケを行う。
平!均!JUMP
スポーツの記録が同年代男性の平均を下回ってしまった"平均以下野郎"には「平均以下スミドリンク」の罰ゲームが行われる。
ビリビリスポーツ
メンバー内で早抜けなどで順位を決め、最下位→"ビリ野郎"には電流ビリビリイスの罰ゲーム。

### いたジャン！時代
全日本スクープ会議
１つのことを長期取材している記者が、1番のスクープを発表する。JUMPがそのスクープに興味を持てば取材に同行する。
ケチ念ジャンケン
周辺調査でランキング
メンバーの周りの人にアンケートを実施。その結果をランキング形式で発表する。

## 放送リスト（いただきハイジャンプ）

### パイロット版
| 回 | 放送日時（JST）                 | 放送内容                                                                                                   | ロケメンバー                                                      | ロケ助っ人     | 企画提供                |
| -- | ------------------------------- | --- | ----------------------------------------------------------------- | -------------- | ----------------------- |
| 1  | 2014年12月30日 (火) 1:00 - 2:00 | Hey! Say! JUMPに寝起きドッキリで50m走り、 9人で力合わせて世界の頂に立て陸上5000m記録に挑戦                 | 全員                                                              | カンニング竹山 | 大倉忠義、 大久保佳代子 |
| 2  | 2015年6月11日 (木) 1:35 - 2:35  | 夢の中で子供の苦手を克服！（第1弾）、 消滅の危機、ダメダメご当地ヒーローショーに出演して全力で盛り上げろ！ | 知念侑李、八乙女光、髙木雄也 山田涼介、伊野尾慧、薮宏太、岡本圭人 | 新堀和男       |                         |

### レギュラー番組

#### 木曜未明（2015年7月9日～2017年9月14日）
| 回 | 放送日   | 放送内容                                                                  | ロケメンバー                           | MC     |
| -- | -------- | ------------------------------------------------------------------------- | -------------------------------------- | ------ |
| 1  | 7月9日   | 今日1日! パパを知らない女の子のために 最高のパパになれ!                   | 山田涼介、伊野尾慧                     | 中島   |
| 2  | 7月16日  | 検証! 東京23区にある富士見坂で 富士山が見える坂は無くなった!?             | 中島裕翔、有岡大貴                     | 中島   |
| 3  | 7月23日  | 夢の中で子供の苦手を克服!（第2弾）                                        | 知念侑李、髙木雄也、八乙女光           | 中島   |
| 4  | 7月30日  | アンゴラのおふくろの味を再現せよ!                                         | 山田涼介、有岡大貴、薮宏太             | 中島   |
| 5  | 8月6日   | 動物園のユルユル捕獲訓練に 気合いを入れろ!                                | 知念侑李、髙木雄也、伊野尾慧、八乙女光 | 伊野尾 |
| 6  | 8月13日  | 動物園のユルユル捕獲訓練に 気合いを入れろ!                                | 知念侑李、髙木雄也、伊野尾慧、八乙女光 | 伊野尾 |
| 7  | 8月20日  | 極秘検証! 人は「心霊スポット」に そうと知らずに行っても恐怖を感じるのか!? | 知念侑李、岡本圭人、薮宏太             | 伊野尾 |
| 8  | 9月3日   | 夏休み特別検証!? 山田涼介が決める最恐の吊り橋!                            | 山田涼介、薮宏太                       | 伊野尾 |
| 9  | 9月10日  | 体を張って検証! 食べ放題のお店は、 どれくらい食べれば元が取れる!?         | 中島裕翔、岡本圭人、有岡大貴           | 伊野尾 |
| 10 | 9月17日  | 夏に売り上げが下がる洋菓子店を 自作のウェルカムボードで救え!              | 岡本圭人、髙木雄也、伊野尾慧           | 髙木   |
| 11 | 10月15日 | 全員で力を合わせて目指せ ミラクル! ボウリングでパーフェクトをとれ!        | 全員                                   |        |
| 12 | 10月22日 | 夢の中で子供の苦手を克服!（第3弾）                                        | 髙木雄也、伊野尾慧、薮宏太             | 髙木   |
| 13 | 11月5日  | 食欲の秋! 都内のデカ盛りグルメ店で 一番“ハイカロパ”なお店を見つけ出せ!    | 山田涼介、知念侑李、有岡大貴、八乙女光 | 髙木   |
| 14 | 11月12日 | 食欲の秋! 都内のデカ盛りグルメ店で 一番“ハイカロパ”なお店を見つけ出せ!    | 山田涼介、知念侑李、有岡大貴、八乙女光 | 髙木   |
| 15 | 11月19日 | 都内で一番大きくて飼いやすい犬を探せ!!                                    | 中島裕翔、有岡大貴、髙木雄也           | 髙木   |
| 16 | 11月26日 | 実は番組が一番の一大事!? “視聴者の投稿一大事” 全員で出来る限り解決せよ!   | 全員                                   | 薮     |
| 17 | 12月3日  | 実は番組が一番の一大事!? “視聴者の投稿一大事” 全員で出来る限り解決せよ!   | 全員                                   | 薮     |
| 18 | 12月10日 | 東京23区の急な坂は どこまでママチャリで上れるのか!?                       | 髙木雄也、薮宏太                       | 薮     |
| 19 | 12月17日 | 年末特別企画! いたジャン大反省会! メンバー内のクレーム大暴露スペシャル!   | 全員                                   |        |

| 回 | 放送日   | 放送内容                                                                                       | ロケメンバー                                                  | MC     |
| -- | -------- | ---------------------------------------------------------------------------------------------- | ------------------------------------------------------------- | ------ |
| 20 | 1月14日  | 寿司業界に革命!? 東京湾の深海魚を獲って! 握って! 食らえ!!                                      | 山田涼介、髙木雄也                                            | 山田   |
| 21 | 1月21日  | 茨城県からの緊急要請!! 自作のウェルカムボードで県の魅力をPRせよ！                              | 中島裕翔、伊野尾慧、八乙女光                                  | 山田   |
| 22 | 1月28日  | 夢の中で子供の苦手を克服!（第4弾）                                                             | 岡本圭人、八乙女光、薮宏太                                    | 山田   |
| 23 | 2月4日   | 限界まで筋肉痛になると 人はどれほど面白い動きになるのか!!                                      | 岡本圭人、髙木雄也、八乙女光                                  | 知念   |
| 24 | 2月11日  | 千葉県で最大の超大型犬を探し出せ!!                                                             | 知念侑李、有岡大貴                                            | 知念   |
| 25 | 2月18日  | ビビり三銃士が決める! 日本一の絶叫マシン!                                                      | 山田涼介、中島裕翔、伊野尾慧                                  | 知念   |
| 26 | 2月25日  | ビビり三銃士が決める! 日本一の絶叫マシン!                                                      | 山田涼介、中島裕翔、伊野尾慧                                  | 知念   |
| 27 | 3月3日   | 極寒の中でイチバンあったまる料理を探せ！                                                       | 有岡大貴、髙木雄也、八乙女光                                  | 八乙女 |
| 28 | 3月10日  | 寝起きの子供に夢の中と信じさせて 苦手を克服させろ！（第5弾）                                   | 岡本圭人、八乙女光、薮宏太                                    | 八乙女 |
| 29 | 3月17日  | 反則上等! あらゆる手を使って、世界チャンピオンに勝て! （オセロ／ビリヤード）                   | 山田涼介、知念侑李、伊野尾慧                                  | 八乙女 |
| 30 | 4月14日  | 春だから出会いたい! デカ盛りハイカロパ!                                                        | 有岡大貴、八乙女光、髙木雄也、 岡本圭人(助っ人として途中参加) | 八乙女 |
| 31 | 4月21日  | 水族館の知られざる事実!                                                                        | 山田涼介、岡本圭人、髙木雄也                                  | 岡本   |
| 32 | 4月28日  | 寝起きの子供に夢の中と信じさせて 苦手を克服させろ！（第6弾）                                   | 知念侑李、岡本圭人、中島裕翔                                  | 岡本   |
| 33 | 5月5日   | 反則上等!! あらゆる手を使ってプロを倒せ! （クイズ／将棋）                                      | 山田涼介、髙木雄也、薮宏太                                    | 岡本   |
| 34 | 5月12日  | 体を張って確かめろ! ちょこっとミステリースポット!                                              | 山田涼介、知念侑李、有岡大貴                                  | 有岡   |
| 35 | 5月19日  | 絶品グルメを食べまくれ! 超高級店のランチ事情を調査せよ!                                        | 中島裕翔、伊野尾慧、八乙女光、薮宏太                          | 有岡   |
| 36 | 5月26日  | 子供の一大事解決1時間拡大スペシャル!                                                           | 中島裕翔、岡本圭人、有岡大貴 髙木雄也、八乙女光、薮宏太       | 有岡   |
| 37 | 6月2日   | 寝起きの子供に夢の中と信じさせて 苦手を克服させろ!（第7弾）                                    | 知念侑李、中島裕翔、岡本圭人                                  | 有岡   |
| 38 | 6月9日   | ジューンブライドの新定番!? 『ちょい足し結婚式』を提案せよ！                                    | 山田涼介、中島裕翔、有岡大貴、八乙女光                        | 伊野尾 |
| 39 | 6月16日  | いたジャンでかい犬ランキング! 神奈川県最大の超大型犬を調査せよ!                                | 知念侑李、有岡大貴                                            | 伊野尾 |
| 40 | 6月23日  | 反則上等!! あらゆる手を使ってプロを倒せ! （かるた／格闘ゲーム）                                | 山田涼介、薮宏太、髙木雄也                                    | 伊野尾 |
| 41 | 6月30日  | これで夏バテ知らず! デカ盛りハイカロパ!!                                                       | 山田涼介、知念侑李、中島裕翔、伊野尾慧 中山優馬(助っ人ゲスト) | 伊野尾 |
| 42 | 7月7日   | これで夏バテ知らず! デカ盛りハイカロパ!!                                                       | 山田涼介、知念侑李、中島裕翔、伊野尾慧 中山優馬(助っ人ゲスト) | 伊野尾 |
| 43 | 7月14日  | 縄跳びが苦手な男の子を 1日で跳べるようにしてあげよう!                                          | 八乙女光、知念侑李、伊野尾慧                                  | 伊野尾 |
| 44 | 7月21日  | 即脱落のサバイバル新企画 「脱落グルメ! 超くい亭」始動!                                         | 全員                                                          | 八乙女 |
| 45 | 7月28日  | JUMPの一大事「FNSフェスティバルの舞台裏」& 反則上等! あらゆる手を使ってプロを倒せ!（ぷよぷよ） | 山田涼介、薮宏太、髙木雄也                                    |        |
| 46 | 8月4日   | 反則上等! あらゆる手を使ってプロを倒せ! （タイピング／金魚すくい）                             | 知念侑李、八乙女光、有岡大貴                                  | 中島   |
| 47 | 8月11日  | 寝起きの子供に夢の中と信じさせて 苦手を克服させろ!（第8弾）                                    | 有岡大貴、髙木雄也、伊野尾慧                                  | 中島   |
| 48 | 8月18日  | ブームすぎて一大事? 猫嫌いが選ぶイチバン可愛い猫とは!?                                         | 八乙女光、有岡大貴、薮宏太                                    | 中島   |
| 49 | 8月25日  | 鉄棒嫌いの男の子… 1日で逆上がりができるようにしてあげよう!                                     | 髙木雄也、八乙女光、薮宏太                                    | 薮     |
| 50 | 9月1日   | 寝起きの子供に夢の中と信じさせて 苦手を克服させろ!（第9弾）                                    | 有岡大貴、髙木雄也、伊野尾慧                                  | 薮     |
| 51 | 9月8日   | 番組の一大事!? 視聴者の依頼を全員で解決せよ!!（第2弾）                                         | 全員                                                          | 薮     |
| 52 | 9月15日  | 番組の一大事!? 視聴者の依頼を全員で解決せよ!!（第2弾）                                         | 全員                                                          | 薮     |
| 53 | 10月13日 | 跳び箱が嫌いな男の子を 1日で跳べるようにしてあげよう!                                          | 有岡大貴、八乙女光、薮宏太                                    | 岡本   |
| 54 | 10月20日 | 反則上等! あらゆる手を使ってチャンピオンを倒せ！ （ダーツ／五目並べ）                          | 山田涼介、髙木雄也、薮宏太                                    | 岡本   |
| 55 | 10月27日 | この秋オススメ!? 〇〇すぎるバスツアー!                                                         | 有岡大貴、髙木雄也、八乙女光                                  | 岡本   |
| 56 | 11月3日  | JUMPが体を張る新企画! 「マユツバ調査隊」                                                       | 岡本圭人、伊野尾慧、八乙女光                                  | 岡本   |
| 57 | 11月10日 | 「いいね！」がたくさん欲しい! 今までにない自撮りに挑戦!!                                       | 知念侑李、中島裕翔、有岡大貴、伊野尾慧                        | 八乙女 |
| 58 | 11月17日 | 「いいね！」がたくさん欲しい! 今までにない自撮りに挑戦!!                                       | 知念侑李、中島裕翔、有岡大貴、伊野尾慧                        | 八乙女 |
| 59 | 11月24日 | 自転車に乗れない男の子を 今日1日で乗れるようにしてあげよう!!                                   | 薮宏太、知念侑李、中島裕翔                                    | 八乙女 |
| 60 | 12月1日  | 反則上等!! あらゆる手を使ってプロを倒せ!! （駐車／電卓）                                       | 山田涼介、髙木雄也、薮宏太                                    | 八乙女 |
| 61 | 12月8日  | 反則上等!! あらゆる手を使ってプロを倒せ!! （サッカードリブル／綱引き）                         | 全員                                                          | 山田   |
| 62 | 12月15日 | 遂に山田が初挑戦!?子供苦手克服ロケ その前に自分の苦手を克服せよ!                               | 山田涼介、知念侑李、伊野尾慧                                  | 山田   |

| 回 | 放送日  | 放送内容                                                                          | ロケメンバー                           | MC     |
| -- | ------- | --------------------------------------------------------------------------------- | -------------------------------------- | ------ |
| 63 | 1月12日 | スペシャルで放送した過酷な中国ロケ未公開! 実はもっと大変だったSP                  | 有岡大貴、髙木雄也                     | 八乙女 |
| 64 | 1月19日 | 縄跳び嫌いの子供を1日で 跳べるようにしてあげよう!                                 | 中島裕翔、有岡大貴、髙木雄也           | 山田   |
| 65 | 1月26日 | 怪しいウワサの真偽を検証! 「マユツバ調査隊」                                      | 中島裕翔、有岡大貴、八乙女光           | 山田   |
| 66 | 2月2日  | バレンタイン直前企画! 「巨大スイーツ」を調査せよ!?                                | 中島裕翔、知念侑李、八乙女光、髙木雄也 | 山田   |
| 67 | 2月9日  | バレンタイン直前企画! 「巨大スイーツ」を調査せよ!?                                | 中島裕翔、知念侑李、八乙女光、髙木雄也 | 山田   |
| 68 | 2月16日 | 祝!番組2周年のご褒美企画 「ちょこっとセレブ気分」                                 | 山田涼介、髙木雄也、有岡大貴           | 知念   |
| 69 | 2月23日 | 逆上がりが出来ない子供を 出来るようにしてあげよう！                               | 知念侑李、有岡大貴、八乙女光           | 知念   |
| 70 | 3月2日  | いきなり生電話!? Hey! Say! オールナイトJUMP!!                                     | 有岡大貴、岡本圭人                     | 知念   |
| 71 | 3月9日  | 1年で一番頑張っていたメンバーに 山田涼介が手料理をプレゼント!                     |                                        | 知念   |
| 72 | 3月16日 | 人生で一度は言ってみたい! お寿司屋さんで「おまかせで!」と言ったら何が出てくるの?  | 有岡大貴、中島裕翔、伊野尾慧           | 知念   |
| 73 | 4月13日 | 推理と勘を頼りにカードに書かれた人物を導き出せ! 「コレダレ・ドンピシャーナ」      | 全員                                   |        |
| 74 | 4月27日 | 推理と勘を頼りにカードに書かれた人物を導き出せ! 「コレダレ・ドンピシャーナ」      | 全員                                   |        |
| 75 | 5月4日  | 推理と勘を頼りにカードに書かれた人物を導き出せ! 「コレダレ・ドンピシャーナ」      | 全員                                   |        |
| 76 | 5月11日 | 料理で奇跡を起こせ! サプライズな一品で告白を成功させろ!                           | 山田涼介、知念侑李、中島裕翔           | 知念   |
| 77 | 5月18日 | 自転車に乗れない男の子を 今日1日で乗れるようにしてあげよう!!                      | 伊野尾慧、八乙女光、薮宏太             | 知念   |
| 78 | 5月25日 | すべってすべってすべりまくれ! 日本一の最速すべり台!!                              | 岡本圭人                               | 知念   |
| 79 | 6月1日  | すべってすべってすべりまくれ! 日本一の最速すべり台!!                              | 岡本圭人                               | 知念   |
| 80 | 6月8日  | 反則上等!!あらゆる手をつかってチャンピオンを倒せ! （ドローン／ボウリング）        | 中島裕翔、岡本圭人、有岡大貴           | 知念   |
| 81 | 6月15日 | 鋭い質問と推理で答えを導き出せ! 「コレダレ・ドンピシャーナ」第2回                 | 全員                                   |        |
| 82 | 6月22日 | 鋭い質問と推理で答えを導き出せ! 「コレダレ・ドンピシャーナ」第2回                 | 全員                                   |        |
| 83 | 6月29日 | 鋭い質問と推理で答えを導き出せ! 「コレダレ・ドンピシャーナ」第2回                 | 全員                                   |        |
| 84 | 7月6日  | 下積みを送る若者を料理で応援!! 新企画「下積みちゃん応援プロジェクト」（格闘選手） | 山田涼介、髙木雄也、薮宏太             | 山田   |
| 85 | 7月20日 | 実は番組が"一番の一大事"!? 視聴者の依頼を出来るだけ解決せよ!!（第3弾）            | 全員                                   | 薮     |
| 86 | 7月27日 | 実は番組が"一番の一大事"!? 視聴者の依頼を出来るだけ解決せよ!!（第3弾）            | 全員                                   | 薮     |
| 87 | 8月3日  | 鋭い質問と推理で答えを導き出せ! 「コレダレ・ドンピシャーナ」第3回                 | 全員                                   |        |
| 88 | 8月10日 | 鋭い質問と推理で答えを導き出せ! 「コレダレ・ドンピシャーナ」第3回                 | 全員                                   |        |
| 89 | 8月17日 | 新企画! かわいい子にはJUMPと旅をさせろ! 第1弾 （レイアップシュート）              | 髙木雄也、山田涼介                     | 知念   |
| 90 | 8月24日 | 夏休みにまだ間に合う! 日本一速いウォータースライダーを探せ!                       | 髙木雄也、岡本圭人                     | 知念   |
| 91 | 8月31日 | かわいい子にはJUMPと旅をさせろ! 第2弾 （キャッチボール）                          | 中島裕翔、知念侑李                     | 知念   |
| 92 | 9月7日  | 夢を追う若者をJUMPが応援! 「下積みちゃん応援プロジェクト」（落語家）              | 中島裕翔、有岡大貴、髙木雄也           | 知念   |
| 93 | 9月14日 | Hey! Say! JUMP自身の「一大事ランキング」!!                                        | 全員                                   |        |

#### 土曜14時台（2017年10月7日～2018年3月24日）
| 回  | 放送日   | 放送内容                                                                  | ロケメンバー                 | MC             |
| --- | -------- | ------------------------------------------------------------------------- | ---------------------------- | -------------- |
| 94  | 10月7日  | 新企画「まぶたに浮かぶヒストリー」                                        | 中島裕翔、有岡大貴           | 薮（以降継続） |
| 95  | 10月14日 | 子供の苦手克服を応援せよ! 前代未聞の新企画「透明JUMP」                    | 知念侑李、山田涼介           |                |
| 96  | 10月21日 | かわいい子にはJUMPと旅をさせろ! （リフティング）                          | 薮宏太、八乙女光             |                |
| 97  | 10月28日 | "行楽の秋"に衝撃映像!? 「日本一速い天然滑り台を探せ!!」                   | 中島裕翔、岡本圭人           |                |
| 98  | 11月18日 | 自転車に乗れない子供をメンバーが応援! 1日で自転車に乗れるようになるのか!? | 知念侑李、有岡大貴、薮宏太   |                |
| 99  | 11月25日 | 子供の苦手克服を応援せよ! 大反響企画「透明JUMP」                          | 伊野尾慧、八乙女光           |                |
| 100 | 12月2日  | 縄跳びが苦手な男の子を今日一日で 連続跳びができるようにしてあげよう       | 知念侑李、中島裕翔           |                |
| 101 | 12月16日 | 他人と被らない「○○アイドル」を目指せ! 新企画!「弟子入りジャンプ」         | 有岡大貴、髙木雄也           |                |
| 102 | 12月23日 | 鉄棒嫌いな男の子を １日で逆上がりが出来る様にしてあげよう!                | 八乙女光、伊野尾慧、髙木雄也 |                |

| 回  | 放送日  | 放送内容                                                       | ロケメンバー                 |
| --- | ------- | -------------------------------------------------------------- | ---------------------------- |
| 103 | 1月20日 | 新春1時間スペシャルの裏側 & 未公開映像大放出SP!!               | 全員                         |
| 104 | 1月27日 | どうせ食べるならお得に食べたい! デカ盛りハイカロパ!            | 山田涼介、伊野尾慧、薮宏太   |
| 105 | 2月3日  | 自転車に乗れない子供を応援! 1日で自転車に乗れるようになるのか? | 八乙女光、中島裕翔           |
| 106 | 2月10日 | そんな"調理法"があったか!? とれたて食堂「いただきレシピ」!     | 山田涼介、伊野尾慧、知念侑李 |
| 107 | 2月17日 | 他人と被らない「○○アイドル」を目指せ! 人気企画「弟子入りJUMP」 | 中島裕翔、岡本圭人           |
| 108 | 2月24日 | 勝手にPRして村おこし! アポ無し新企画「いたジャン クーポン」    | 中島裕翔、有岡大貴、髙木雄也 |
| 109 | 3月3日  | 勝手にPRして村おこし! アポ無し新企画「いたジャン クーポン」    | 中島裕翔、有岡大貴、髙木雄也 |
| 110 | 3月10日 | 人気企画!視聴者の依頼をスタジオで 出来るだけ解決せよ!（第4弾） | 全員                         |
| 111 | 3月17日 | 人気企画!視聴者の依頼をスタジオで 出来るだけ解決せよ!（第4弾） | 全員                         |
| 112 | 3月24日 | 引っ越し業者に弟子入り! 安く引っ越すための裏ワザを探れ!        | 有岡大貴、知念侑李           |

#### 土曜午前 28分時代第1期（2018年4月14日～2020年3月28日）
| 回  | 放送日   | 放送内容                                                                      | ロケメンバー                           |
| --- | -------- | ----------------------------------------------------------------------------- | -------------------------------------- |
| 113 | 4月14日  | 夫婦が35年続けてきた焼き鳥屋さんの危機… 閉店の大ピンチを救え!!                | 中島裕翔、有岡大貴                     |
| 114 | 4月21日  | 夫婦が35年続けてきた焼き鳥屋さんの危機… 閉店の大ピンチを救え!!                | 中島裕翔、有岡大貴                     |
| 115 | 4月28日  | 73歳のお母さんの挑戦! 夫のために…スカイダイビングをしたい!                    | 知念侑李、八乙女光                     |
| 116 | 5月5日   | 73歳のお母さんの挑戦! 夫のために…スカイダイビングをしたい!                    | 知念侑李、八乙女光                     |
| 117 | 5月12日  | 伝統の「東京こけし」が絶滅の危機!? 未来に残るプロジェクト                     | 有岡大貴、髙木雄也                     |
| 118 | 5月19日  | 伝統の「東京こけし」が絶滅の危機!? 未来に残るプロジェクト                     | 有岡大貴、髙木雄也                     |
| 119 | 5月26日  | 老舗のお豆腐屋さんが大ピンチ！ 閉店の危機を救え！！                           | 山田涼介、岡本圭人                     |
| 120 | 6月2日   | 老舗のお豆腐屋さんが大ピンチ！ 閉店の危機を救え！！                           | 山田涼介、岡本圭人                     |
| 121 | 6月9日   | 総額およそ2000万円！！ 壊れた巨大鉄道ジオラマを復活させて欲しい！             | 中島裕翔、薮宏太                       |
| 122 | 6月16日  | 総額およそ2000万円！！ 壊れた巨大鉄道ジオラマを復活させて欲しい！             | 中島裕翔、薮宏太                       |
| 123 | 6月23日  | 「頂き」を極めた人から学ぼう！ 焼肉が200%美味しくなる焼き方とは!?             | 山田涼介、有岡大貴、岡本圭人           |
| 124 | 6月30日  | 明日すぐに行きたくなる！ バイクで巡る極上温泉グルメツアー                     | 山田涼介、伊野尾慧                     |
| 125 | 7月7日   | 明日すぐに行きたくなる！ バイクで巡る極上温泉グルメツアー                     | 山田涼介、伊野尾慧                     |
| 126 | 7月14日  | 一日を有効に使うため… 新企画！朝活ジャンプ！！                                | 有岡大貴、知念侑李、髙木雄也           |
| 127 | 7月21日  | メンバー全員参加の夏企画！ 9人で極上!?キャンプツアー                          | 全員                                   |
| 128 | 7月28日  | メンバー全員参加の夏企画！ 9人で極上!?キャンプツアー                          | 全員                                   |
| 129 | 8月4日   | 夏休み自由研究企画！ “日用品楽器”で演奏しよう！！                             | 山田涼介、伊野尾慧、有岡大貴           |
| 130 | 8月11日  | 世界の太鼓エンターテインメント 「DRUM TAO」に中島裕翔が体験入団SP！           | 中島裕翔                               |
| 131 | 8月18日  | 北千住がグルメバーガー隠れ激戦区!? 全ての店舗のバーガーを食べつくせ！         | 岡本圭人、髙木雄也、薮宏太             |
| 132 | 8月25日  | 明日行きたくなる！ 究極の日帰りサイクリング旅！                               | 有岡大貴、髙木雄也、八乙女光           |
| 133 | 9月1日   | 明日行きたくなる！ 究極の日帰りサイクリング旅！                               | 有岡大貴、髙木雄也、八乙女光           |
| 134 | 9月8日   | グルメの謎を一挙解決！ 新企画「グルメ刑事」                                   | 山田涼介、八乙女光                     |
| 135 | 9月15日  | 子供から大人まで楽しめる『ゴーカート』 その頂きを髙木と有岡が目指す！         | 髙木雄也、有岡大貴                     |
| 136 | 9月22日  | 今すぐ食べたい！安くて美味しい！ お店が赤字になっちゃう「赤字メシ」！？       | 知念侑李、有岡大貴、薮宏太             |
| 137 | 9月29日  | 地元の人の情報から街の魅力を大捜索！ いただきチャリ散歩！                     | 知念侑李、伊野尾慧                     |
| 138 | 10月6日  | 地元の人の情報から街の魅力を大捜索！ いただきチャリ散歩！                     |                                        |
| 139 | 10月20日 | 街を駆け巡る新企画がスタート！ 「ノンアポ いただきグルメバトル」              | 山田涼介、髙木雄也、知念侑李、有岡大貴 |
| 140 | 10月27日 | JUMPが様々な世界の頂に挑む！ 【八乙女・フレアバーテンダー編】                 | 八乙女光                               |
| 141 | 11月3日  | 宮城県登米市からSOS！ 人気が無い「ご当地キャラ」を救え！？                    | 有岡大貴、八乙女光、薮宏太             |
| 142 | 11月10日 | 街を駆け巡る好評企画！ いただきグルメバトル ～川越編～                        | 山田涼介、薮宏太、髙木雄也、伊野尾慧   |
| 143 | 11月17日 | 行ってみたくなる新企画！人気バスツアーの値段予想 “おいくらツアーズ”           | 八乙女光、伊野尾慧                     |
| 144 | 11月24日 | 街を駆け巡る好評企画！ いただきグルメバトル ～川越編～                        | 山田涼介、薮宏太、髙木雄也、伊野尾慧   |
| 145 | 12月1日  | 家族で楽しめるモータースポーツ『ゴーカート』 その頂きを目指す人気企画 第2弾！ | 髙木雄也、有岡大貴                     |
| 146 | 12月8日  | いただきチャリ散歩 ～旬の瀬戸内グルメを大捜索SP～                             | 伊野尾慧、知念侑李                     |
| 147 | 12月15日 | 視聴者からの一大事 年末だから一挙解決しちゃおうSP！                           | 全員                                   |
| 148 | 12月22日 | 視聴者からの一大事 年末だから一挙解決しちゃおうSP！                           | 全員                                   |

| 回  | 放送日   | 放送内容                                                                    | ロケメンバー                            |
| --- | -------- | --------------------------------------------------------------------------- | --------------------------------------- |
| 149 | 1月12日  | 街を駆け巡り凄いお店を見つけ出せ！ いただき名店探し隊 〜熱海編〜            | 知念侑李、八乙女光、伊野尾慧、有岡大貴  |
| 150 | 1月19日  | 街を駆け巡り凄いお店を見つけ出せ！ いただき名店探し隊 〜熱海編〜            | 知念侑李、八乙女光、伊野尾慧、有岡大貴  |
| 151 | 1月26日  | 人気ツアーの料金を推理せよ！ 「おいくらツアーズ」                           | 八乙女光、伊野尾慧                      |
| 152 | 2月2日   | 『ゴーカート』の頂きを目指す人気企画 週末カートJUMP 第3弾！                 | 髙木雄也、有岡大貴                      |
| 153 | 2月9日   | 街を駆け巡り凄いお店を見つけ出せ！ いただき名店探し隊 〜人形町編〜          | 有岡大貴、髙木雄也、中島裕翔、八乙女光  |
| 154 | 2月16日  | 人気ツアーの料金を推理せよ！ 「おいくらツアーズ」                           | 知念侑李、薮宏太                        |
| 155 | 2月23日  | 街を駆け巡り凄いお店を見つけ出せ！ いただき名店探し隊 〜下北沢編〜          | 薮宏太、伊野尾慧、髙木雄也、中島裕翔    |
| 156 | 3月2日   | ゴーカートの頂きを目指す人気企画 『週末カートJUMP』ついに最終決戦！         | 髙木雄也、有岡大貴                      |
| 157 | 3月9日   | 街を駆け巡り凄いお店を見つけ出せ！ いただき名店探し隊 〜鎌倉編〜            | 中島裕翔、伊野尾慧、知念侑李、髙木雄也  |
| 158 | 3月16日  | いただき金額調査隊がいく！ 「これが巷の最高金額」～盆栽編～                 | 有岡大貴、中島裕翔                      |
| 159 | 3月23日  | 街を駆け巡り凄いお店を見つけ出せ！ いただき名店探し隊 〜浅草編〜            | 髙木雄也、八乙女光、中島裕翔、知念侑李  |
| 160 | 3月30日  | お弁当のおかず探しサイクリング！ ～春の三浦半島編～                         | 有岡大貴、髙木雄也                      |
| 161 | 4月6日   | 成功者が見る絶景を1日体験する新企画 「密着！ウハウハさん！」                | 有岡大貴、髙木雄也                      |
| 162 | 4月13日  | いただき金額調査隊がいく！ 「これが巷の最高金額」～キャンピングカー編～     | 中島裕翔、八乙女光                      |
| 163 | 4月20日  | 街を駆け巡り凄いお店を見つけ出せ！ いただき名店探し隊 〜柴又編〜            | 髙木雄也、知念侑李、中島裕翔、八乙女光  |
| 164 | 4月27日  | 街を駆け巡り凄いお店を見つけ出せ！ いただき名店探し隊 〜神保町編〜          | 有岡大貴、知念侑李、八乙女光、髙木雄也  |
| 165 | 5月4日   | 平成最後の夜にメンバー緊急招集！ 令和突入記念スペシャル！！                 | 全員                                    |
| 166 | 5月11日  | "あなたの知らない高い理由"がある!? 「これが巷の最高金額」～牛肉料理編～     | 山田涼介、有岡大貴                      |
| 167 | 5月18日  | 昭和の懐かしいモノを体験！ 新企画「日本ノスタル遺産」                       | 有岡大貴、八乙女光                      |
| 168 | 6月1日   | 成功者が見る絶景を1日体験！ 「密着！ウハウハさん！」                        | 有岡大貴、知念侑李                      |
| 169 | 6月8日   | いただき警察がいく！ どハマりさん大捜査線！                                 | 有岡大貴、知念侑李                      |
| 170 | 6月15日  | 高いものにもワケがある！？ 「これが巷の最高金額」～毛筆編～                 | 有岡大貴、八乙女光                      |
| 171 | 6月22日  | 埼玉県の知られざる魅力を"運任せ"で調査！ 新企画「フォーチュントラベル」     | 山田涼介、知念侑李                      |
| 172 | 6月29日  | 成功者が見る絶景を1日体験！ 「密着！ウハウハさん！」                        | 中島裕翔、有岡大貴                      |
| 173 | 7月6日   | グルメブラックジャック！ 激うまから揚げ いただきピッタリ21                  | 知念侑李、伊野尾慧、髙木雄也、八乙女光  |
| 174 | 7月13日  | 人間性が問われる新企画！ 『絶対に間違えられないクイズ』                     | 知念侑李、中島裕翔、薮宏太              |
| 175 | 7月20日  | 昭和の懐かしいモノを体験！ 「日本ノスタル遺産」                             | 伊野尾慧、髙木雄也                      |
| 176 | 7月27日  | オシャレな絶品料理に大苦戦！？ 新企画『滑舌カタカナツアー！』               | 有岡大貴、中島裕翔、八乙女光            |
| 177 | 8月3日   | 回転寿司にハマりすぎ俳優登場！ どハマり先生の暑苦しい授業！                 | 知念侑李、髙木雄也、薮宏太              |
| 178 | 8月10日  | 街を駆け巡り凄いお店を見つけ出せ！ いただき名店探し隊 〜亀有編〜            | 知念侑李、有岡大貴、八乙女光、薮宏太    |
| 179 | 8月17日  | 夏休み特別企画！ 日本一速いウォータースライダーを探せ！                     | 髙木雄也、伊野尾慧                      |
| 180 | 8月24日  | 大人気チェーン店メニューの人気ランキング 1位から4位まで正しい順番に並べろ！ |                                         |
| 181 | 8月31日  | ジャニーズWESTが参戦！ 人気企画「デカ盛りハイカロパ」                       | 有岡大貴、八乙女光                      |
| 182 | 9月7日   | 昭和の懐かしいモノをJUMPが体験！ 「日本ノスタル遺産」                       | 有岡大貴、高木雄也                      |
| 183 | 9月21日  | メンバー全員の頭脳でクリアを目指せ！ 「漢字検定チャレンジ」                 | 全員                                    |
| 184 | 9月28日  | 「芸能界を生き抜く力」を学ぶ新企画！ 人の心を掴むスピーチ力を身につけろ！   | 全員                                    |
| 189 | 10月5日  | 動物園にハマりすぎ！？ どハマり先生の暑苦しい授業！                         |                                         |
| 190 | 10月12日 | 全員の頭脳でクリアを目指せ！ 「漢字検定チャレンジ」                         | 全員                                    |
| 191 | 10月19日 | 昭和の懐かしいモノをJUMPが体験！ 「日本ノスタル遺産」                       | 高木雄也、伊野尾慧                      |
| 192 | 10月26日 | チェーン店メニューの人気ランキング 1位から5位まで正しい順番に並べろ！       | 山田涼介、高木雄也、知念侑李、中島裕翔  |
| 193 | 11月2日  | メニュー名噛んだら食べられない!? 『滑舌カタカナツアー！』                   | 山田涼介、薮宏太、八乙女光              |
| 194 | 11月9日  | 全員の頭脳でクリアを目指せ！ 「漢字検定チャレンジ」                         | 全員                                    |
| 195 | 11月16日 | ”丸亀製麺”ハマりすぎ！？ どハマり先生の暑苦しい授業！                       | 中島裕翔、薮宏太                        |
| 196 | 11月23日 | ちょっと過酷な新企画！ 『50音を食べ尽くせ』                                 | 山田涼介、高木雄也、八乙女光            |
| 197 | 11月30日 | チェーン店メニューの人気ランキング 1位から5位まで正しい順番に並べろ！       | 山田涼介、八乙女光、 中島裕翔、高木雄也 |
| 198 | 12月7日  | メニュー名噛んだら食べられない!? 『滑舌カタカナツアー』                     | 山田涼介、知念侑李、 八乙女光           |
| 199 | 12月14日 | 社会人のピンチ…脱出できるか！？ 新企画「大人力検定」                        | 全員                                    |
| 200 | 12月21日 | 放送200回記念！マユツバ情報 体を張って確かめますSP                          | 全員                                    |

| 回  | 放送日  | 放送内容                                                                                     | ロケメンバー                         |
| --- | ------- | -------------------------------------------------------------------------------------------- | ------------------------------------ |
| 201 | 1月11日 | 過酷なグルメ企画！ 『50音を食べ尽くせ』                                                      | 有岡大貴、伊野尾慧、中島裕翔         |
| 202 | 1月18日 | メニューの人気ランキング 正しい順に並べ替えろ！                                              | 山田涼介、有岡大貴、八乙女光、薮宏太 |
| 203 | 1月25日 | メニュー名噛んだら食べられない!? 『滑舌カタカナツアー』                                      | 山田涼介、高木雄也、八乙女光         |
| 204 | 2月1日  | 動物園にハマりすぎ!? どハマり先生の暑苦しい授業！                                            | 知念侑李、伊野尾慧                   |
| 205 | 2月8日  | ネットで囁かれるマユツバ情報 体を張って確かめます！                                          | 全員                                 |
| 206 | 2月15日 | 昭和の懐かしいモノをJUMPが体験！ 「日本ノスタル遺産」                                        | 有岡大貴、高木雄也                   |
| 207 | 2月22日 | メニュー＆商品の人気ランキング 正しい順番に並べ替えろ！                                      | 知念侑李、伊野尾慧、中島裕翔、薮宏太 |
| 208 | 2月29日 | メニュー名噛んだら食べられない!? 大好評『滑舌カタカナツアー』第5弾！                         | 山田涼介、知念侑李、高木雄也         |
| 209 | 3月7日  | 社会人のピンチ…脱出できるのか!? 大好評「大人力検定」第2弾                                    | 全員                                 |
| 210 | 3月14日 | 山田涼介パニックのスペシャル編 社会人のピンチ…うまく脱出できるか!? 大好評「大人力検定」第3弾 | 全員                                 |
| 211 | 3月21日 | 山田涼介パニックのスペシャル編 社会人のピンチ…うまく脱出できるか!? 大好評「大人力検定」第3弾 | 全員                                 |
| 212 | 3月28日 | 全員の頭脳でクリアを目指せ！ 「漢字検定チャレンジ」                                          | 全員                                 |

#### 土曜午前 40分時代（2020年4月4日～2023年9月30日）
| 回   | 放送日   | 放送内容                                                                           | ロケメンバー                           |
| ---- | -------- | ---------------------------------------------------------------------------------- | -------------------------------------- |
| 213  | 4月4日   | 今回から放送時間が40分に拡大！ 全員の頭脳でクリアを目指せ！ 「漢字検定チャレンジ」 | 全員                                   |
| 214  | 4月11日  | 人気チェーン店のメニューを 正しい人気順に並べ替えろ！                              | 高木雄也、有岡大貴                     |
| 215  | 4月18日  | メニュー名噛んだら食べられない!? 大好評「滑舌カタカナツアー」第8弾！               | 知念侑李、高木雄也、八乙女光、有岡大貴 |
| 216  | 4月25日  | 社会人に訪れるピンチの瞬間… 対応力で乗り切ることができるのか!?                     | 全員                                   |
| 217  | 5月9日   | 全員の頭脳でクリアを目指せ！ 「漢字検定チャレンジ」                                | 全員                                   |
| 218  | 5月16日  | あの人は今どんな生活に!? 「頑張ろうプロジェクト」                                  | 全員                                   |
| 219  | 5月23日  | あの人は今どんな生活に!? 「頑張ろうプロジェクト」                                  | 全員                                   |
| 220  | 5月30日  | あの人は今どんな生活に!? 「頑張ろうプロジェクト」                                  | 全員                                   |
| 221  | 6月6日   | あの人は今どんな生活に!? 「頑張ろうプロジェクト」                                  | 全員                                   |
| 222  | 6月13日  | 個々の可能性が試される！ 『メンバー検定』                                          |                                        |
| 223  | 6月20日  | 個々の可能性が試される！ 『メンバー検定』                                          |                                        |
| 224  | 6月27日  | 超簡単な日本語の意味を説明せよ！ 新企画「あたりまえ語検定」                        |                                        |
| 224  | 6月27日  | さらに2つ目の新企画！ 「絵文字カラオケ最弱王決定戦」                               |                                        |
| 225  | 7月4日   | 超簡単な日本語の意味を説明せよ！ 「あたりまえ語検定」後半戦！                      |                                        |
| 225  | 7月4日   | 絵文字力が試される！ 「絵文字カラオケ最弱王決定戦」第2弾!                          |                                        |
| 226  | 7月11日  | JUMPが視聴者に生電話!? 新企画『Hay!Say!オールナイトJUMP』!                         |                                        |
| 227  | 7月25日  | JUMPが視聴者に生電話!? 新企画『Hay!Say!オールナイトJUMP』!                         |                                        |
| 228  | 8月1日   | 超簡単な日本語の意味を説明せよ！ 「あたりまえ語検定」第2弾！                       |                                        |
| 228  | 8月1日   | さらに新企画で食の常識が試される！ 「うっかりレストラン」                          |                                        |
| 229  | 8月8日   | 超簡単な日本語の意味を説明せよ！ 「あたりまえ語検定」第2弾 後半戦！                |                                        |
| 229  | 8月8日   | さらに食の常識が試される！ 「うっかりレストラン」                                  |                                        |
| 230  | 8月15日  | メニュー名噛んだら食べられない!? 全員集合の『滑舌カタカナツアー 特別編』           |                                        |
| 230  | 8月15日  | 『相手を欺け！JUMPダウトショー』                                                   |                                        |
| 231  | 8月22日  | 若者感覚があれば読めるはず！ 「絵文字力 検定」                                     |                                        |
| 232  | 8月29日  | JUMPの運が試される!? 新企画『ハチブンの運』                                        |                                        |
| 232  | 8月29日  | 『2択でJUMP』                                                                      |                                        |
| 233  | 9月5日   | 超簡単な日本語の意味を説明せよ！ 「あたりまえ語検定」第3弾                         |                                        |
| 234  | 9月12日  | 「説明力」と「対応力」が試される 新企画『JUMP納得学園』                            |                                        |
| 234  | 9月12日  | JUMPの決断力が試される！ 『2択でJUMP』                                             |                                        |
| 235  | 9月19日  | 「説明力」と「対応力」が試される 『JUMP納得学園』～後半戦～                        |                                        |
| 235  | 9月19日  | メンバー同士がだまし合い対決 『相手を欺け！JUMPダウトショー』                      |                                        |
| 236  | 9月26日  | 質問力＆読解力が試される！ 「長州力×JUMP」                                         |                                        |
| 237  | 10月3日  | メンバー同士がだまし合い！ 『相手を欺け！JUMPダウトショー』                        |                                        |
| 237  | 10月3日  | 目利きと運で当たりを目指せ！ 『ロシアンJUMP』                                      |                                        |
| 238  | 10月10日 | 「直感力」が試される新企画！ チーム対抗『感字力検定』                              |                                        |
| 238  | 10月10日 | みやぞん参戦でチーム戦！ 大人気企画『あたり前語検定』                              |                                        |
| 239  | 10月17日 |                                                                                    |                                        |
| 239  | 10月17日 | 「直感力」が試される！ チーム対抗『感字力検定』                                    |                                        |
| 240  | 10月24日 | 「説明力」と「対応力」が試される 『JUMP納得学園』                                  |                                        |
| 240  | 10月24日 | JUMPの演技力が試される!? 『相手を欺け！JUMPダウトショー』                          |                                        |
| 2４1 | 10月31日 | 「直感力」が試される！ チーム対抗『感字力検定』                                    |                                        |
| 2４1 | 10月31日 | JUMPの演技力が試される!? 『相手を欺け！JUMPダウトショー』                          |                                        |
| 242  | 11月7日  | 「説明力」と「対応力」が試される 『JUMP納得学園』                                  |                                        |
| 242  | 11月7日  | 「直感力」が試される！ チーム対抗『感字力検定』                                    |                                        |
| 243  | 11月14日 | 「翻訳力」が試される！ 新企画『翻訳しながらカラオケ』                              |                                        |
| 243  | 11月14日 | 「直感力」が試される！ チーム対抗『感字力検定』                                    |                                        |
| 244  | 11月28日 | JUMPの度胸が試される！ チーム対抗「体当たりチョイス」                              |                                        |
| 245  | 12月5日  | 「直感力」が試される！ チーム対抗『感字力検定』                                    |                                        |
| 245  | 12月5日  | 先輩には敬語を使え！ 新企画『年功序列はっきりさせまショー』                        |                                        |
| 246  | 12月19日 | JUMPメンバーが視聴者に生電話!? 『JUMPラジオステーション』                          |                                        |

| 回  | 放送日   | 放送内容                           | ロケメンバー                 |
| --- | -------- | ---------------------------------- | ---------------------------- |
| 247 | 1月9日   | あたり前語検定                     |                              |
| 248 | 1月16日  | 感字力検定                         |                              |
| 248 | 1月16日  | 薮ダウトショー                     |                              |
| 249 | 1月23日  | おじさん×現代語検定                |                              |
| 249 | 1月23日  | 薮ダウトショー                     |                              |
| 250 | 1月30日  | Hay!Say!英語力JUMP                 |                              |
| 250 | 1月30日  | 上下関係ホームルーム               |                              |
| 251 | 2月6日   | あたり前語検定                     |                              |
| 251 | 2月6日   | 上下関係ホームルーム               |                              |
| 252 | 2月13日  | おじさん×現代語検定                |                              |
| 253 | 2月20日  | 上下関係ホームルーム               |                              |
| 253 | 2月20日  | Hay!Say!英語力JUMP                 |                              |
| 254 | 3月6日   | カッコイイポージング引き出し選手権 |                              |
| 254 | 3月6日   | Hay!Say!英語力JUMP                 |                              |
| 255 | 3月13日  | 体当たりホスピタリティ             |                              |
| 256 | 3月20日  | Hay!Say!英語力JUMP                 |                              |
| 256 | 3月20日  | 上下関係ホームルーム               |                              |
| 257 | 3月27日  | あたりまえ語検定                   |                              |
| 257 | 3月27日  | 上下関係ホームルーム               |                              |
| 258 | 4月3日   | 体当たりホスピタリティ             |                              |
| 259 | 4月10日  | 感字力検定                         |                              |
| 259 | 4月10日  | かわいいポージング引き出し選手権   |                              |
| 260 | 4月17日  | あたりまえ語検定                   |                              |
| 260 | 4月17日  | 八乙女の時間                       |                              |
| 261 | 4月24日  | 体当たりホスピタリティ             |                              |
| 262 | 5月1日   | ワンチャンレストラン               |                              |
| 262 | 5月1日   | 八乙女の時間                       |                              |
| 263 | 5月8日   | 体当たりホスピタリティ             |                              |
| 264 | 5月22日  | ワンチャンレストラン               |                              |
| 264 | 5月22日  | 薮ダウトショー                     |                              |
| 265 | 5月29日  | 体当たりホスピタリティ             |                              |
| 265 | 5月29日  | 八乙女の時間                       |                              |
| 266 | 6月5日   | コトパ                             |                              |
| 266 | 6月5日   | 八乙女の時間                       |                              |
| 267 | 6月12日  | 体当たりホスピタリティ             |                              |
| 267 | 6月12日  | コトパ                             |                              |
| 268 | 6月19日  | プレゼンプレゼント                 | 山田涼介、中島裕翔、伊野尾慧 |
| 268 | 6月19日  | スポーツクイズ                     |                              |
| 269 | 6月26日  | gスポーツ                          |                              |
| 269 | 6月26日  | プレゼンプレゼント                 | 山田涼介、中島裕翔、伊野尾慧 |
| 270 | 7月3日   | gスポーツ                          |                              |
| 271 | 7月10日  | コトパ                             |                              |
| 271 | 7月10日  | スポーツクイズ                     |                              |
| 272 | 7月17日  | gスポーツ                          |                              |
| 272 | 7月17日  | スポーツクイズ                     |                              |
| 273 | 7月31日  | gスポーツ                          |                              |
| 274 | 8月7日   | gスポーツ                          |                              |
| 275 | 8月14日  | クイズ 韻トロドン！                |                              |
| 275 | 8月14日  | 俺たちミリオンズ                   |                              |
| 276 | 8月28日  | gスポーツ                          |                              |
| 277 | 9月4日   | gスポーツ                          |                              |
| 278 | 9月11日  | gスポーツ                          |                              |
| 279 | 9月18日  | クイズ 韻トロドン！                |                              |
| 279 | 9月18日  | 俺たちミリオンズ                   |                              |
| 280 | 10月2日  | gスポーツ                          |                              |
| 281 | 10月9日  | gスポーツ                          |                              |
| 282 | 10月16日 | gスポーツ                          |                              |
| 283 | 10月23日 | gスポーツ                          |                              |
| 283 | 10月23日 | クイズ 韻トロドン！                |                              |
| 284 | 10月30日 | gスポーツ                          |                              |
| 284 | 10月30日 | クイズ 韻トロドン！                |                              |
| 285 | 11月6日  | クイズ 韻トロドン！                |                              |
| 285 | 11月6日  | 俺たちミリオンズ                   |                              |
| 288 | 11月20日 | プレゼンプレゼント                 | 伊野尾慧、中島裕翔、高木雄也 |
| 288 | 11月20日 | 「Sing-along」メンバー自撮りVer.   | 全員                         |
| 289 | 11月27日 | コトパ                             |                              |
| 289 | 11月27日 | スーパー銭トーク                   | 薮宏太、山田涼介             |
| 290 | 12月4日  | gスポーツ                          |                              |
| 291 | 12月11日 | プレゼンプレゼント クリスマスSP！  | 全員                         |
| 291 | 12月11日 | スーパー銭トーク                   | 薮宏太、山田涼介             |

| 回  | 放送日   | 放送内容                                                               | ロケメンバー                                               |
| --- | -------- | ---------------------------------------------------------------------- | ---------------------------------------------------------- |
| 292 | 1月8日   | gスポーツ                                                              |                                                            |
| 292 | 1月8日   | スーパー銭トーク                                                       | 有岡大貴、薮宏太、八乙女光、山田涼介                       |
| 293 | 1月15日  | gスポーツ                                                              |                                                            |
| 294 | 1月22日  | 平！静！JUMP                                                           | 伊野尾慧、中島裕翔、高木雄也、知念侑李、八乙女光、有岡大貴 |
| 295 | 1月29日  | クイズ 韻トロドン！                                                    |                                                            |
| 295 | 1月29日  | 俺たちミリオンズ                                                       |                                                            |
| 296 | 2月5日   | gスポーツ特別編 小木スポーツテスト                                     |                                                            |
| 297 | 2月12日  | gスポーツ特別編 小木スポーツテスト                                     |                                                            |
| 297 | 2月12日  | スーパー銭トーク                                                       | 八乙女光、山田涼介                                         |
| 298 | 2月19日  | gスポーツ                                                              |                                                            |
| 299 | 3月5日   | gスポーツ                                                              |                                                            |
| 300 | 3月12日  | 突然ジャニーズ！ガチャ駅弁                                             | 山田涼介                                                   |
| 301 | 3月19日  | 突然ジャニーズ！ガチャ駅弁                                             | 有岡大貴                                                   |
| 301 | 3月19日  | 俺たちミリオンズ                                                       |                                                            |
| 302 | 3月26日  | gスポーツ                                                              |                                                            |
| 303 | 4月2日   | gスポーツ                                                              |                                                            |
| 303 | 4月2日   | 突然ジャニーズ！ガチャ駅弁                                             | 高木雄也                                                   |
| 304 | 4月9日   | 突然ジャニーズ！ガチャ駅弁                                             | 中島裕翔                                                   |
| 304 | 4月9日   | クイズ 韻トロドン！                                                    |                                                            |
| 305 | 4月16日  | gスポーツ                                                              |                                                            |
| 306 | 4月23日  | 突然ジャニーズ！ガチャ駅弁                                             | 伊野尾慧                                                   |
| 307 | 4月30日  | 突然ジャニーズ！ガチャ駅弁                                             | 知念侑李                                                   |
| 308 | 5月7日   | gスポーツ                                                              |                                                            |
| 309 | 5月14日  | gスポーツ                                                              |                                                            |
| 310 | 5月28日  | クイズ 韻トロドン！                                                    |                                                            |
| 310 | 5月28日  | 突然ジャニーズ！ガチャ駅弁                                             | 中島裕翔                                                   |
| 311 | 6月4日   | 突然ジャニーズ！ガチャ駅弁                                             | 有岡大貴                                                   |
| 312 | 6月11日  | 顔はめジャーニー！                                                     | 高木雄也、伊野尾慧                                         |
| 313 | 6月18日  | 平！静！JUMP                                                           | 中島裕翔、高木雄也、伊野尾慧、知念侑李                     |
| 314 | 6月25日  | 何フェス                                                               |                                                            |
| 315 | 7月2日   | gスポーツ                                                              |                                                            |
| 316 | 7月9日   | クイズ 韻トロドン！                                                    |                                                            |
| 316 | 7月9日   | 物件ポーカー                                                           |                                                            |
| 316 | 7月9日   | 顔はめジャーニー！                                                     | 知念侑李、有岡大貴                                         |
| 317 | 7月16日  | 何フェス                                                               |                                                            |
| 318 | 7月23日  | gスポーツ                                                              |                                                            |
| 319 | 7月30日  | gスポーツ                                                              |                                                            |
| 320 | 8月6日   | 何フェス                                                               |                                                            |
| 321 | 8月13日  | 何フェス                                                               |                                                            |
| 322 | 8月27日  | 何フェス                                                               |                                                            |
| 323 | 9月3日   | 何フェス                                                               |                                                            |
| 324 | 9月10日  | 何フェス                                                               |                                                            |
| 325 | 9月17日  | 何フェス                                                               |                                                            |
| 326 | 9月24日  | 何フェス                                                               |                                                            |
| 327 | 10月1日  | 何フェス                                                               |                                                            |
| 328 | 10月8日  | 何フェス                                                               |                                                            |
| 329 | 10月15日 | インディ・ジャーンプ                                                   | 知念侑李、有岡大貴、伊野尾慧                               |
| 329 | 10月15日 | クイズ 韻トロドン！                                                    |                                                            |
| 330 | 10月22日 | 町ブラ優しい選手権                                                     | 髙木雄也、薮宏太                                           |
| 330 | 10月22日 | 何フェス                                                               |                                                            |
| 331 | 10月29日 | 何フェス                                                               |                                                            |
| 332 | 11月5日  | 何フェス                                                               |                                                            |
| 333 | 11月12日 | インディ・ジャーンプ                                                   | 知念侑李、中島裕翔、有岡大貴                               |
| 334 | 11月19日 | Hey!Say!JUMPデビュー15周年特別企画 放送100回目までの名シーンを振り返る |                                                            |
| 335 | 12月3日  | 何フェス                                                               |                                                            |
| 336 | 12月10日 | 何フェス                                                               |                                                            |
| 337 | 12月17日 | 何フェスツアー                                                         | 知念侑李、山田涼介、高木雄也                               |
| 338 | 12月25日 | 何フェスツアー                                                         | 中島裕翔、有岡大貴、薮宏太、伊野尾慧                       |

| 回  | 放送日  | 放送内容                                            | ロケメンバー                                             |
| --- | ------- | --------------------------------------------------- | -------------------------------------------------------- |
| 339 | 1月7日  | いたジャン新年会                                    |                                                          |
| 339 | 1月7日  | 何フェス 未公開編                                   |                                                          |
| 340 | 1月14日 | 少数決ツアー                                        | 知念侑李、山田涼介、八乙女光                             |
| 341 | 1月21日 | 何フェス                                            |                                                          |
| 342 | 1月28日 | 少数決ツアー                                        | 中島裕翔、有岡大貴、伊野尾慧                             |
| 343 | 2月4日  | 何フェス                                            |                                                          |
| 344 | 2月11日 | 何フェス                                            |                                                          |
| 345 | 2月18日 | 平成シャンプー                                      | 知念侑李                                                 |
| 346 | 3月4日  | 少数決ツアー                                        | 知念侑李、有岡大貴、薮宏太                               |
| 347 | 3月11日 | 何フェスツアー                                      | 山田涼介、八乙女光、高木雄也                             |
| 348 | 3月18日 | 第2回小木スポーツテスト                             |                                                          |
| 349 | 3月25日 | 第2回小木スポーツテスト 完結編                      |                                                          |
| 350 | 4月1日  | 平成シャンプー                                      | 有岡大貴、八乙女光                                       |
| 351 | 4月8日  | 平成シャンプー                                      | 薮宏太、知念侑李                                         |
| 352 | 4月15日 | 何フェス                                            |                                                          |
| 353 | 4月22日 | JUMP対決ツアー in USJ                               | 知念侑李、中島裕翔、有岡大貴、八乙女光                   |
| 354 | 4月29日 | JUMP対決ツアー in USJ                               | 知念侑李、中島裕翔、有岡大貴、八乙女光                   |
| 355 | 5月6日  | 平成シャンプー                                      | 知念侑李、中島裕翔                                       |
| 356 | 5月20日 | 何フェス                                            |                                                          |
| 357 | 5月27日 | 平成シャンプー                                      | 中島裕翔、有岡大貴                                       |
| 358 | 6月3日  | 平成シャンプー                                      | 知念侑李、八乙女光                                       |
| 359 | 6月10日 | 平成シャンプー                                      | 知念侑李、八乙女光                                       |
| 360 | 6月17日 | プレゼンプレゼント Hey!Say!JUMP VS King & Prince SP | 山田涼介、中島裕翔、有岡大貴、伊野尾慧                   |
| 361 | 6月24日 | JUMP対決ツアー in 沖縄                              | 中島裕翔、知念侑李、有岡大貴、伊野尾慧、高木雄也         |
| 362 | 7月1日  | JUMP対決ツアー in 沖縄                              | 中島裕翔、知念侑李、有岡大貴、伊野尾慧、高木雄也         |
| 362 | 7月1日  | 撮影の待ち時間を楽しませるイタズラをプレゼント      | 伊野尾慧、高木雄也、八乙女光、山田涼介                   |
| 363 | 7月15日 | 平成シャンプー                                      | 有岡大貴、中島裕翔                                       |
| 363 | 7月15日 | 撮影の待ち時間を楽しませるイタズラをプレゼント      | 中島裕翔、薮宏太、有岡大貴、知念侑李                     |
| 364 | 7月22日 | いい旅・キメ気分 in 横浜中華街                      | 山田涼介、有岡大貴、薮宏太、中島裕翔、知念侑李、八乙女光 |
| 365 | 7月29日 | いい旅・キメ気分 in 長崎ハウステンボス              | 全員                                                     |
| 366 | 8月5日  | いい旅・キメ気分 in 長崎ハウステンボス              | 全員                                                     |
| 367 | 8月12日 | 平成シャンプー                                      | 伊野尾慧、中島裕翔                                       |
| 368 | 8月26日 | いい旅・キメ気分 in 横浜みなとみらい                | 全員                                                     |
| 369 | 9月2日  | いい旅・キメ気分 in 日光・鬼怒川                    | 全員                                                     |
| 370 | 9月9日  | いい旅・キメ気分 in 日光・鬼怒川                    | 全員                                                     |
| 371 | 9月16日 | 山田と菅田のたこ焼きアツアツPARTY！                 | 山田涼介                                                 |
| 372 | 9月23日 | いい旅・キメ気分 in 御殿場                          | 全員                                                     |
| 373 | 9月30日 | いい旅・キメ気分 in 御殿場                          | 全員                                                     |

#### 土曜午前 28分時代第2期（2023年10月7日～2024年3月30日）
| 回  | 放送日   | 放送内容                    | ロケメンバー |
| --- | -------- | --------------------------- | ------------ |
| 374 | 10月7日  | 平!均!JUMP                  |              |
| 375 | 10月14日 | 平!均!JUMP                  |              |
| 376 | 10月21日 | ビリビリスポーツ 卓球編     |              |
| 377 | 10月28日 | ビリビリスポーツ 卓球編     |              |
| 378 | 11月4日  | JUMPマイナースポーツ部      | 全員         |
| 379 | 11月11日 | JUMPマイナースポーツ部      | 全員         |
| 380 | 11月25日 | ビリビリスポーツ バスケ編   |              |
| 381 | 12月2日  | ビリビリスポーツ バスケ編   |              |
| 382 | 12月9日  | JUMP体験入部 ハンドボール編 | 全員         |
| 383 | 12月16日 | JUMP体験入部 ハンドボール編 | 全員         |
| 384 | 12月23日 | 年間総集編                  |              |

| 回  | 放送日  | 放送内容                          | ロケメンバー |
| --- | ------- | --------------------------------- | ------------ |
| 385 | 1月6日  | 空想グルメ 第1弾                  |              |
| 386 | 1月13日 | 空想グルメ 第1弾                  |              |
| 387 | 1月20日 | JUMP体験入部 フライングディスク編 | 全員         |
| 388 | 1月27日 | JUMP体験入部 フライングディスク編 | 全員         |
| 389 | 2月3日  | 空想グルメ 第2弾                  |              |
| 390 | 2月10日 | 空想グルメ 第2弾                  |              |
| 391 | 2月24日 | 空想グルメ 第3弾                  |              |
| 392 | 3月2日  | 空想グルメ 第3弾                  |              |
| 393 | 3月9日  | 空想グルメ 第3弾                  |              |
| 394 | 3月16日 | いい旅・キメ気分 in お台場        | 全員         |
| 395 | 3月23日 | いい旅・キメ気分 in お台場        | 全員         |
| 396 | 3月30日 | いい旅・キメ気分 in お台場        | 全員         |

## 放送リスト（いたジャン!)

### 2024年
| 回 | 放送日時 | 放送内容                       | ロケメンバー       |
| -- | -------- | ------------------------------ | ------------------ |
| 1  | 6月5日   | 全日本スクープ会議             |                    |
| 2  | 6月12日  | 全日本スクープ会議             |                    |
| 3  | 6月19日  | 全日本スクープ会議             |                    |
| 4  | 6月26日  | 全日本スクープ会議             |                    |
| 4  | 6月26日  | 周辺調査でランキング           |                    |
| 5  | 7月3日   | 周辺調査でランキング           |                    |
| 6  | 7月10日  | 全日本スクープ会議             |                    |
| 7  | 7月17日  | 全日本スクープ会議             |                    |
| 8  | 7月24日  | 全日本スクープ会議             |                    |
| 9  | 7月31日  | 全日本スクープ会議             |                    |
| 9  | 7月31日  | 周辺調査でランキング           |                    |
| 10 | 8月7日   | 周辺調査でランキング           |                    |
| 11 | 8月14日  | 周辺調査でランキング           |                    |
| 12 | 8月21日  | 全日本スクープ会議             |                    |
| 12 | 8月21日  | 周辺調査でランキング           |                    |
| 13 | 8月28日  | 全日本スクープ会議             |                    |
| 13 | 8月28日  | ケチ念ジャンケン               | 知念侑李、山田涼介 |
| 14 | 9月4日   | 全日本スクープ会議             |                    |
| 15 | 9月11日  | 全日本スクープ会議             |                    |
| 16 | 9月18日  | 全日本スクープ会議             |                    |
| 16 | 9月18日  | 周辺調査でランキング           |                    |
| 17 | 9月25日  | 周辺調査でランキング           |                    |
| 18 | 10月2日  | 周辺調査でランキング           |                    |
| 19 | 10月9日  | 周辺調査でランキング           |                    |
| 19 | 10月9日  | ケチ念ジャンケン               | 全員               |
| 20 | 10月16日 | 全日本スクープ会議             |                    |
| 21 | 10月23日 | 全日本スクープ会議             |                    |
| 22 | 10月30日 | 全日本スクープ会議             |                    |
| 23 | 11月6日  | 全日本スクープ会議             |                    |
| 24 | 11月13日 | 5万円旅行 知念侑李in台湾       | 知念侑李           |
| 25 | 11月20日 | 5万円旅行 知念侑李in台湾 Part2 | 知念侑李           |
| 26 | 11月27日 | 5万円旅行 知念侑李in台湾 Part3 | 知念侑李           |
| 26 | 11月27日 | 劇団いたジャン!                |                    |
| 27 | 12月4日  | 全日本スクープ会議             |                    |
| 28 | 12月11日 | 全日本スクープ会議             |                    |
| 29 | 12月18日 | 全日本スクープ会議             |                    |

### 2025年
| 回 | 放送日時 | 放送内容                                                     | ロケメンバー       |
| -- | -------- | ------------------------------------------------------------ | ------------------ |
| 30 | 1月8日   | いたジャン!大新年会                                          |                    |
| 31 | 1月15日  | いたジャン!大新年会                                          |                    |
| 31 | 1月15日  | 全日本スクープ会議 特別編 記者しか入れない!!潜入スクープ取材 | 高木雄也           |
| 32 | 1月22日  | 全日本スクープ会議 特別編 記者しか入れない!!潜入スクープ取材 | 高木雄也           |
| 33 | 1月29日  | 第1回いい音グランプリ                                        |                    |
| 34 | 2月5日   | 全日本スクープ会議 特別編                                    |                    |
| 35 | 2月12日  | 全日本スクープ会議                                           |                    |
| 36 | 2月19日  | 全日本スクープ会議                                           |                    |
| 37 | 2月26日  | 全日本スクープ会議                                           |                    |
| 38 | 3月5日   | 全日本スクープ会議                                           |                    |
| 39 | 3月12日  | ケチ念ジャンケン                                             | 知念侑李、中島裕翔 |
| 39 | 3月12日  | 全日本スクープ会議                                           |                    |
| 40 | 3月19日  | 全日本スクープ会議                                           |                    |
| 40 | 3月19日  | 番組愛テスト                                                 |                    |
| 41 | 4月2日   | 番組愛テスト                                                 |                    |
| 42 | 4月9日   | ケチ念ジャンケン                                             | 知念侑李、伊野尾慧 |
| 42 | 4月9日   | 全日本スクープ会議                                           |                    |
| 43 | 4月16日  | 全日本スクープ会議                                           |                    |
| 44 | 4月23日  | 全日本スクープ会議                                           |                    |
| 45 | 4月30日  | 全日本スクープ会議                                           |                    |
| 46 | 5月7日   | 全日本スクープ会議                                           |                    |
| 47 | 5月14日  | 全日本スクープ会議                                           |                    |
| 48 | 5月21日  | 全日本スクープ会議                                           |                    |
| 49 | 5月28日  | 全日本スクープ会議                                           |                    |
| 50 | 6月4日   | 全日本スクープ会議                                           |                    |
| 51 | 6月11日  | 全日本スクープ会議                                           |                    |
| 51 | 6月11日  | 周辺調査でランキング                                         |                    |
| 52 | 6月18日  | 周辺調査でランキング                                         |                    |
| 53 | 6月25日  | 全日本スクープ会議                                           |                    |
| 54 | 7月2日   | 全日本スクープ会議                                           |                    |

## スタッフ

### スタッフ（いたジャン!）
出典：
- ナレーション：島田彩夏（フジテレビアナウンサー）
- TP：斉藤伸介（フジテレビ）
- TM：山下悠介
- SW：池田幸弘、秋山勇人【週替り】
- CAM：山田大暁
- VE：青木拓哉
- 音声：池澤昇平
- 照明：河野誠
- EED：藤井彩、岡部子龍
- 音効：大平拓也
- MA：井上葵
- タイトルCG：KENNY（PHOTINO）
- タイトルデザイン：今井あや（PHOTINO）
- TK：江野澤郁子
- 美術制作：三竹寛典（フジテレビ／フジアール）
- デザイン：鈴木賢太（フジテレビ／フジアール）
- アートコーディネーター：谷元沙紀（フジアール）
- 大道具：多田愛未
- アクリル装飾：崎野実咲
- メイク：山田かつら
- スタイリスト：三島和也
- 編成：阪本理紗（フジテレビ）
- 広報：長田裕依（フジテレビ）
- デスク：河合杏里沙
- 制作協力：HiHo-TV、SPINGLASS、EAST
- 技術協力：ニユーテレス、fmt、IMAGICA Lab.、FREED
- ディレクター：萬匠祐基（フジテレビ）、廣井敦（エスエスシステム）、片山雄貴（ガスコイン・カンパニー）、佐藤秀樹、岩橋佑、小板航、宇佐美尭也（フジテレビ）
- プロデューサー：中村倫久（HiHo-TV）、岡村恭子
- 構成・演出：竹内誠（フジテレビ）
- チーフプロデューサー：中村峰子（フジテレビ）
- 制作：フジテレビスタジオ戦略本部第3スタジオ（以前は編成制作局バラエティ制作センター→編成総局バラエティ制作局バラエティ制作センター）
- 制作著作：フジテレビ

#### 過去のスタッフ （いたジャン!）
- EED：町田莉果子
- ペイント：吉澤真純

### スタッフ（いただきハイジャンプ）
- 制作統括：太田一平（2021年7月-、2019年4月27日 - 2020年9月19日も担当、以前はCP）
- ナレーション：島田彩夏（フジテレビアナウンサー）
- 構成：小川浩之、堀由史、佐藤大地
- SW：真野昇太
- CAM：宮本亜星
- VE：杉﨑敏一
- AUD：石原雄一
- LD：後藤雅彦
- EED：石井公二
- 音効：星裕介
- MA：土屋由香
- CG：富井真
- ペイント：吉澤真純
- タイトル：井澤由花子
- TK：江野澤郁子
- 美術制作：双川正文
- デザイン：斎田崇史
- アートコーディネーター：谷元沙紀（以前は美術進行）
- 大道具：田中秀和
- アクリル装飾：山田隼人
- アレンジ：小柳幸絵
- メイク：山田かつら
- コスチューム（ロケ衣装）：佐伯友子
- スタイリスト：三島和也
- 広報：長田裕依
- デスク：河合杏里沙
- 制作協力：HiHO-TV、SPINGLASS
- 技術協力：fmt、IMAGICA、Move on★
- ホームページ：デジタルスペック
- リサーチ：原口雄多（スコープ）
- ロケ協力：三慶サービス
- ディレクター：廣井敦、片山雄貴、岩橋佑、宇佐美慧太
- プロデューサー：中村倫久、岡村恭子、松尾やす子
- 総合演出：角山僚祐（以前は演出）
- チーフプロデューサー：中村峰子（2023年7月15日 - ）
- 制作：フジテレビ編成制作局制作センター第二制作室（旧制作局第二制作センター→編成局制作センター第二制作室）
- 制作著作：フジテレビ

#### 過去のスタッフ （いただきハイジャンプ）
- ナレーション：服部潤、堀場亮佑
- 構成：水野としあき、竹本啓之、田中裕作、寺田智和、鈴木功治、木村圭太
- SW：松井光太郎
- CAM：飯島知紀、久保康祐、稲葉諒祐
- VE：東海林学
- LD：中原淳一
- MA：水野学
- 音効：野呂楓子
- 美術制作：古江学
- 大道具：村上公志
- メイク：久保田裕子
- 広報：平井隆、北村桃子、守田美穂、友田綾乃
- デスク：福田有岐、鈴木桂子、吉川麻紀子、川本栄、岩田朝(朋)子
- 協力：ジャニーズ事務所（現: STARTO ENTERTAINMENT）
- 技術協力：4-Legs
- リサーチ：村田、高木美嘉、株式会社フリード、柴田彩貴（スコープ）
- ディレクター：佐藤宗大、木村英貴、黒岩栄治、森田幸子、萩原啓太、岩田浩介、三浦翔、柚木雅博、山崎亮、黒田源治、田中宏明
- 監修：疋田雅一（以前は総合演出）
- 演出：三宅佑治
- プロデューサー：双川正文、武田誠司（2019年4月27日 - 2020年9月19日）、太田秀司
- チーフプロデューサー：三浦淳、宮崎鉄平（宮﨑→2019年4月27日 - 2023年6月、以前はプロデューサー）

## ネット局
［字］は、字幕放送実施。

### ネット局（いただきハイジャンプ）
| 放送対象地域  | 放送局                          | 系列           | 放送日時                     | 放送期間                     | 遅れ       | 脚注     |
| ------------- | ------------------------------- | -------------- | ---------------------------- | ---------------------------- | ---------- | -------- |
| 関東広域圏    | フジテレビ（CX）［字］          | フジテレビ系列 | 土曜 10:25 - 11:05           | 2015年7月9日 - 2024年3月30日 | 制作局     | [ 注 3 ] |
| 福井県        | 福井テレビ（FTB）［字］         | フジテレビ系列 | 土曜 10:25 - 11:05           | 2021年4月3日 - 2024年3月30日 | 同時ネット |          |
| 鳥取県 島根県 | さんいん中央テレビ（TSK）［字］ | フジテレビ系列 | 土曜 10:25 - 11:05           | 不明 - 2024年3月30日         | 同時ネット | [ 注 4 ] |
| 広島県        | テレビ新広島（tss）［字］       | フジテレビ系列 | 火曜 0:55 - 1:35（月曜深夜） | 2015年7月9日 -               | 遅れネット | [ 注 5 ] |
| 宮城県        | 仙台放送（OX）［字］            | フジテレビ系列 | 水曜 1:10 - 1:50（火曜深夜） | 2015年10月15日 -             | 遅れネット | [ 注 6 ] |
| 岩手県        | 岩手めんこいテレビ（mit）       | フジテレビ系列 | 水曜 0:25 - 1:05（火曜深夜） | 不明                         | 遅れネット |          |
| 長野県        | 長野放送（NBS）［字］           | フジテレビ系列 | 水曜 0:25 - 1:05（火曜深夜） | 2015年7月20日 -              | 遅れネット | [ 注 7 ] |
| 静岡県        | テレビ静岡（SUT）［字］         | フジテレビ系列 | 水曜 0:30 - 1:00（火曜深夜） | 2015年7月24日 -              | 遅れネット |          |
| 熊本県        | テレビくまもと（TKU）           | フジテレビ系列 | 水曜 0:25 - 0:55（火曜深夜） | 2015年9月16日 -              | 遅れネット |          |
| 石川県        | 石川テレビ（ITC）［字］         | フジテレビ系列 | 火曜 0:55 - 1:25（月曜深夜） | 2015年10月20日 -             | 遅れネット |          |
| 高知県        | 高知さんさんテレビ（KSS）［字］ | フジテレビ系列 | 水曜 16:20 - 16:50           | 2016年10月4日 -              | 遅れネット | [ 注 8 ] |

- 途中打ち切り
  - 新潟総合テレビ（NST・新潟県）- 2016年10月13日より、木曜 2:00 - 2:30（水曜深夜）に放送されていたが、2019年3月27日をもって打ち切り。
  - 福島テレビ（FTV・福島県） - 2015年7月18日より、土曜 0:55 - 1:25（金曜深夜）に放送されていたが、2020年4月3日をもって打ち切り。
  - 富山テレビ（BBT・富山県） - 2015年10月18日より、日曜 1:20 - 1:50（土曜深夜）に放送されていたが、2021年10月4日をもって打ち切り。
  - テレビ宮崎（UMK・宮崎県） - 2021年4月3日より、同時ネットで放送されていたが、2022年9月24日をもって打ち切り。
  - 東海テレビ（THK・愛知県） - 2022年4月5日より、水曜 0:55 - 1:35(火曜深夜)に放送されていたが、2023年10月10日をもって打ち切り。
  - さくらんぼテレビ（SAY・山形県） - 2015年7月21日より、土曜 0:55 - 1:35（金曜深夜）に放送されていたが、2023年10月13日をもって打ち切り。

### ネット局（いたジャン!）
| 放送対象地域   | 放送局                    | 系列           | 放送日時                     | 放送期間         | 遅れ       | 脚注     |
| -------------- | ------------------------- | -------------- | ---------------------------- | ---------------- | ---------- | -------- |
| 関東広域圏     | フジテレビ（CX）［字］    | フジテレビ系列 | 木曜 0:15 - 0:45（水曜深夜） | 2024年6月5日 -   | 制作局     |          |
| 宮城県         | 仙台放送（OX）            | フジテレビ系列 | 木曜 0:15 - 0:45（水曜深夜） | 2024年6月5日 -   | 同時ネット |          |
| 福島県         | 福島テレビ（FTV）         | フジテレビ系列 | 木曜 0:15 - 0:45（水曜深夜） | 不明             | 同時ネット |          |
| 山形県         | さくらんぼテレビ（SAY)    | フジテレビ系列 | 水曜 0:15 - 0:45（火曜深夜） | 不明             | 遅れネット |          |
| 新潟県         | NST新潟総合テレビ（NST）  | フジテレビ系列 | 木曜 1:10 - 1:40（水曜深夜） | 2024年10月26日 - | 遅れネット | [ 注 9 ] |
| 福井県         | 福井テレビ（FTB)          | フジテレビ系列 | 水曜 0:15 - 0:45（火曜深夜） | 不明             | 遅れネット |          |
| 長野県         | 長野放送（NBS)            | フジテレビ系列 | 金曜 0:50 - 1:20（木曜深夜） | 不明             | 遅れネット |          |
| 静岡県         | テレビ静岡（SUT）         | フジテレビ系列 | 木曜 0:55 - 1:25（水曜深夜） | 不明             | 遅れネット |          |
| 広島県         | テレビ新広島（TSS)        |                | 木曜 1:15 - 1:45（水曜深夜） | 不明             | 遅れネット |          |
| 島根県・鳥取県 | さんいん中央テレビ（TSK） |                | 火曜 0:15 - 0:45（月曜深夜） | 不明             | 遅れネット |          |
| 沖縄県         | 沖縄テレビ（OTV）         |                | 土曜 2:05 - 2:35（金曜深夜） | 2024年10月12日 - | 遅れネット |          |